# Veloutésås

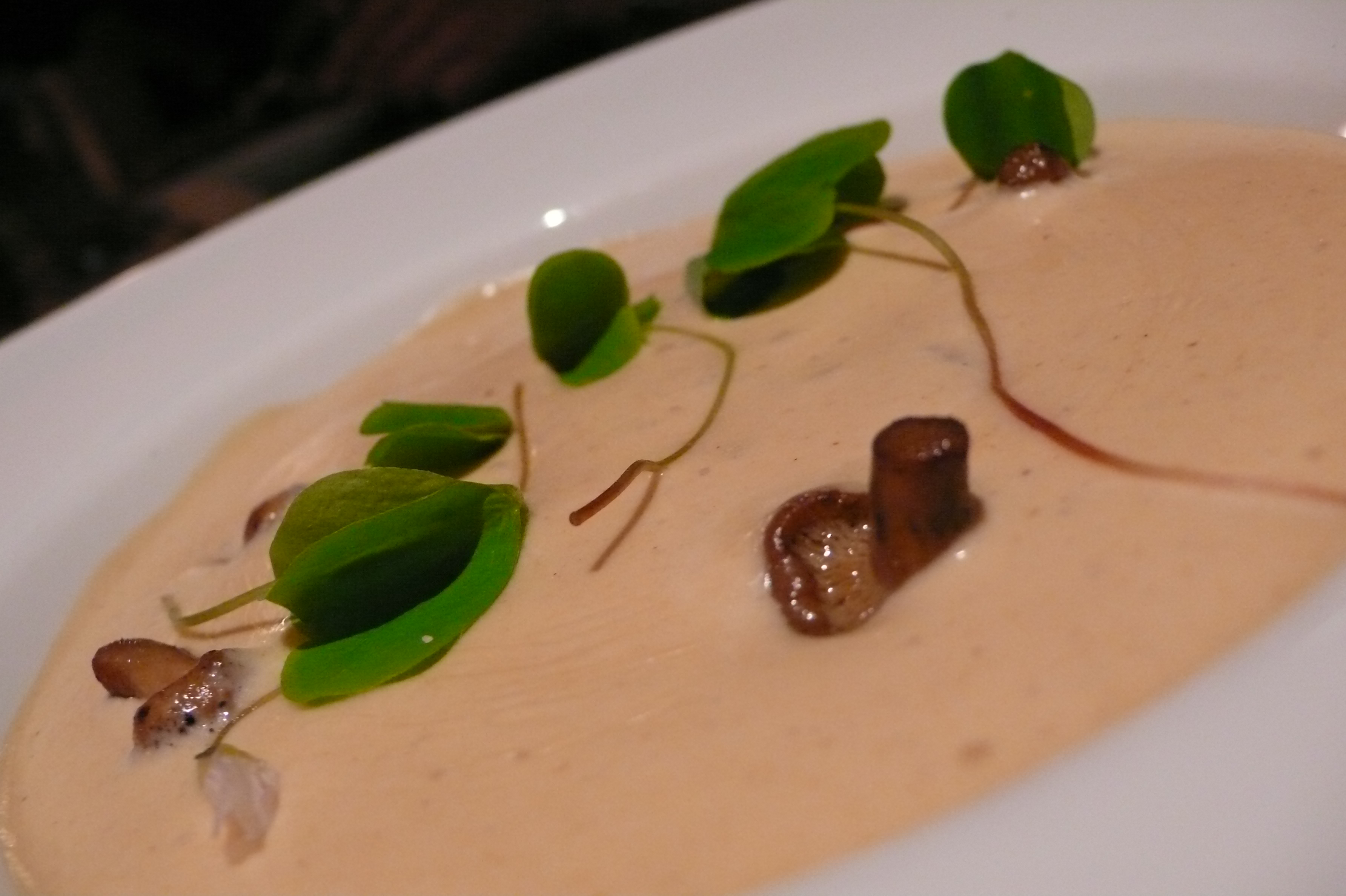
Veloutésoppa på vårmusseron.

Velouté (franska; "sammetslen", adjektiv av velour) är en fransk sås eller soppa av ljus buljong redd med ljus roux (redning av mjöl och smör). Buljongen kokas på exempelvis fågel, kalv, höna eller grönsaker. En velouté är därför relativt ljus i färgen, vilket också förklaras av att ingredienserna inte rostas.
Velouté är en grundsås och kan smaksättas vidare för att ge andra såser, såsom sauce anchois och sauce suprème. Velouté kan också avse en soppa gjord på samma typer av buljong med tillägg av äggulor och grädde.